# Papua Beach
Der Papua Beach ist ein 2,5 km langer Strand an der Nordküste Südgeorgiens. Er liegt am südöstlichen Ufer der Cumberland West Bay.
Der Name des Strands leitet sich von der Bezeichnung Papua Cove für eine kleine Bucht an diesem Strandabschnitt ab, die der deutsche Zoologe und Arzt August Emil Alfred Szielasko (1864–1928) 1907 als Pinguinbucht betitelt hatte. Erstere Benennung nahmen Teilnehmer der Schwedischen Antarktisexpedition (1901–1903) unter der Leitung Otto Nordenskjölds vor. Namensgeber ist der Eselspinguin (Pygoscelis papua). Der South Georgia Survey übertrug diese Benennung im Zuge seiner zwischen 1951 und 1952 durchgeführten Vermessungen auf den hier beschriebenen Strand.